# Séminaire Saint-Joseph de Xuan Loc

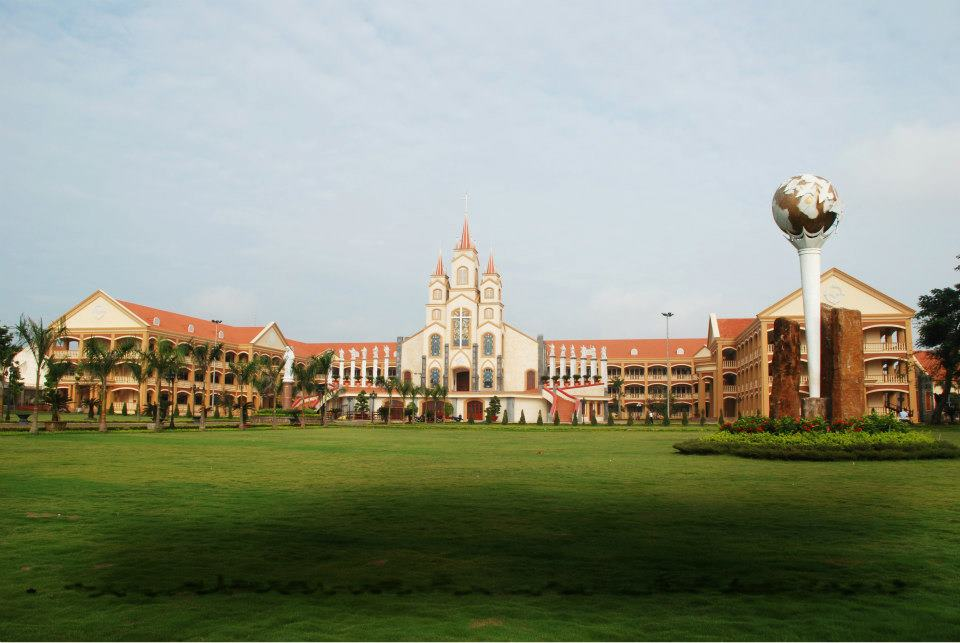
Vue du séminaire en 2012

Le séminaire Saint-Joseph de Xuan Loc est l'un des sept séminaires catholiques autorisés au Viêt Nam.
Il accueille les étudiants séminaristes des diocèses de Ba Ria, de Dalat, de Phan Thiet et de Xuan Loc. Il se trouve à Long Khanh, dans la province de Đồng Nai au sud du Viêt Nam.

## Historique
L'histoire du séminaire commence en 1966, lorsqu'est fondé le petit séminaire Saint-Paul, mais il ferme en 1975, quand le Nord Viêt Nam envahit le Sud Viêt Nam. Jusqu'en 1986, le gouvernement n'autorise pas la formation du clergé dans des séminaires.
Quand cette interdiction est suspendue en 1986, les séminaristes sont accueillis par le séminaire Saint-Joseph de Saïgon. L'autorisation de rouvrir le séminaire à Long Khanh intervient en 1999, mais ce n'est qu'en 2005 que la première année scolaire a la permission de commencer.